# Tudo Isto É Fardo

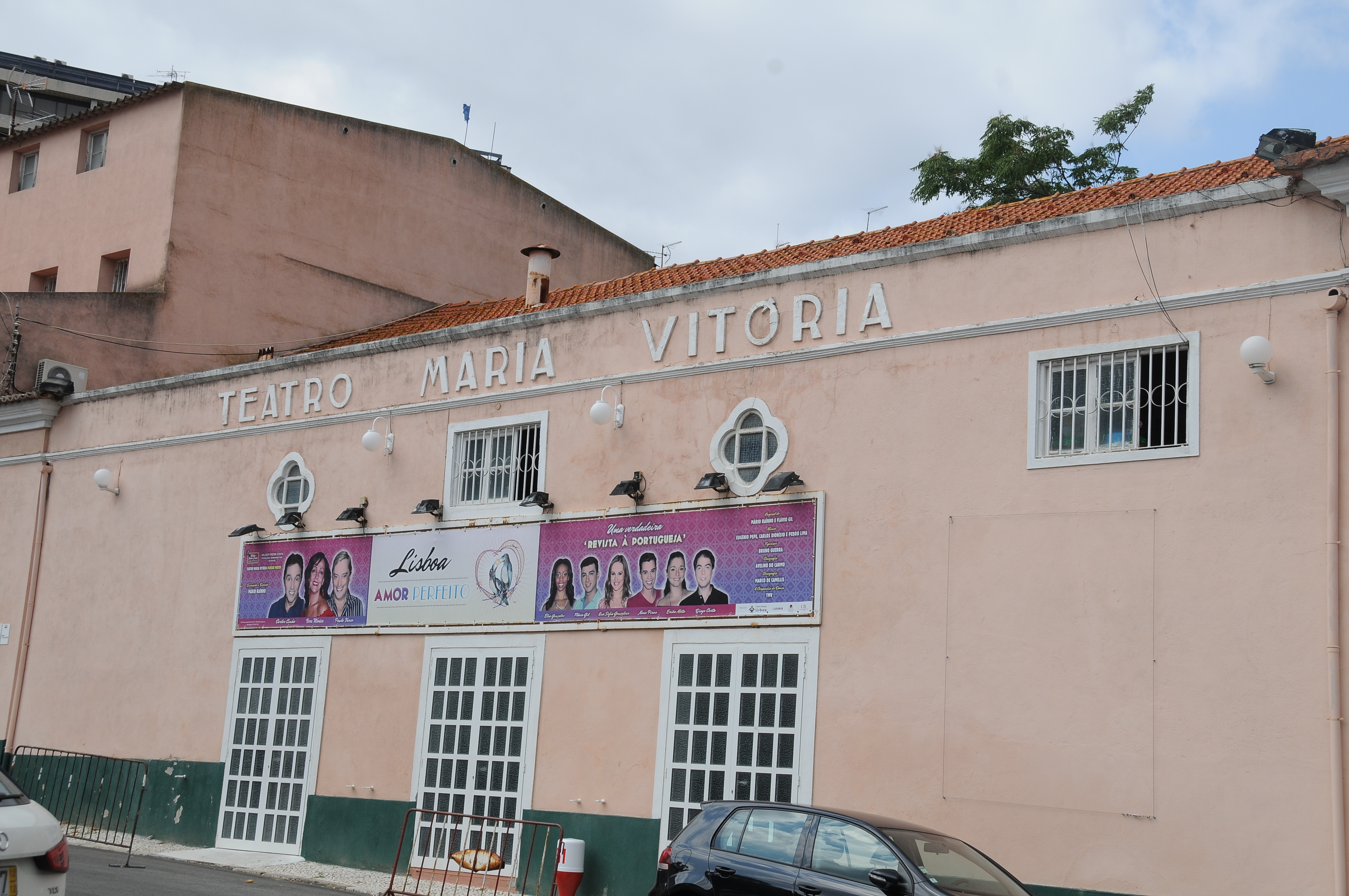
"Tudo Isto É Fardo" esteve em cena no Teatro Maria Vitória

Tudo Isto É Fardo é uma peça estreada em 2014 de revista à portuguesa que esteve em cena no Teatro Maria Vitória, no Parque Mayer. em Lisboa.
Com encenação de Mário Rainho, a produção foi uma homenagem aos 50 anos de carreira empresarial de Hélder Freire Costa.
O quadro "Festival da canção" desta revista foi interpretado durante a homenagem, pelos seus 40 anos de carreira, à fadista e atriz Alice Pires, realizada também no Teatro Maria Vitória, em 1 de abril de 2015.
A peça esteve em cena no Maria Vitória até 26 de abril de 2015.

## Créditos
- Elenco: Vera Mónica, Fátima Severino, Paulo Vasco, Vanessa Alves (atração fado), Flávio Gil, Élia Gonzalez, Sara Inês, Nuno Pires, Diogo Costa e Filipa Godinho[4][11]
- Grupo: Grupo de Dança Amazing Dancers[11]
- Encenação: Mário Rainho[4][11]
- Escrita: Mário Rainho, Flávio Gil e Nuno Nazareth Fernandes[4][11]
- Produção: Helder Freire Costa[4][6]
- Música: Eugénio Pepe, Nuno Nazareth Fernandes e Carlos Dionísio[11]
- Figurinos: Bruno Guerra[11]
- Cenografia: José Costa Reis, Helena Reis e Eduardo Cruzeiro[11]
- Coreografia: José Carlos Mascarenhas[4][11]
- Direção musical:Carlos Dionísio[11]